# Ghetto Monopoly
Ghetto Monopoly è il sesto album degli Outlawz, pubblicato il 26 dicembre 2006.

## Tracce
1. Ghetto Monopoly Intro
2. Grindin
3. Phone Call Skit
4. Bay Area Love
5. Y'all Don't Know (feat. G-Unit and Duke)
6. Tycoon Shit
7. Ready for War
8. Hood Oriented
9. Wild Wild West
10. Ride All Night
11. 15's
12. Mob Shit 2006
13. Break Me Off Click
14. You Don't Hear Me Tho
15. Call Me an Outlaw (feat. 2Pac)
16. Trigga Play